# Pressão de Planck
A pressão de Planck é a unidade de pressão, notada por pP, no sistema de unidades naturais conhecido como unidades de Planck.
{\displaystyle p_{P}={\frac {F_{P}}{l_{P}^{2}}}={\frac {c^{7}}{\hbar G^{2}}}\approx } 4.63309 × 10113 Pa
onde
{\displaystyle F_{P}} é a força de Planck
{\displaystyle c} é a velocidade da luz no vácuo
{\displaystyle \hbar } é a constante de Planck reduzida
{\displaystyle G} é a constante gravitacional
{\displaystyle l_{P}} é o comprimento de Planck